# Metrea
Metrea est une société militaire privée des États-Unis spécialisée dans les prestations aéronautiques dont le siège social se situe à Washington (district de Columbia). Elle la seule entreprise privée à disposer de Boeing KC-135 Stratotanker et elle détient, depuis 2024, la plus importante flotte d'avions ravitailleurs privée au monde, et avec 18 appareils prévu à l'été 2025 sera la 5e flotte mondiale de ravitailleurs.

## Historique

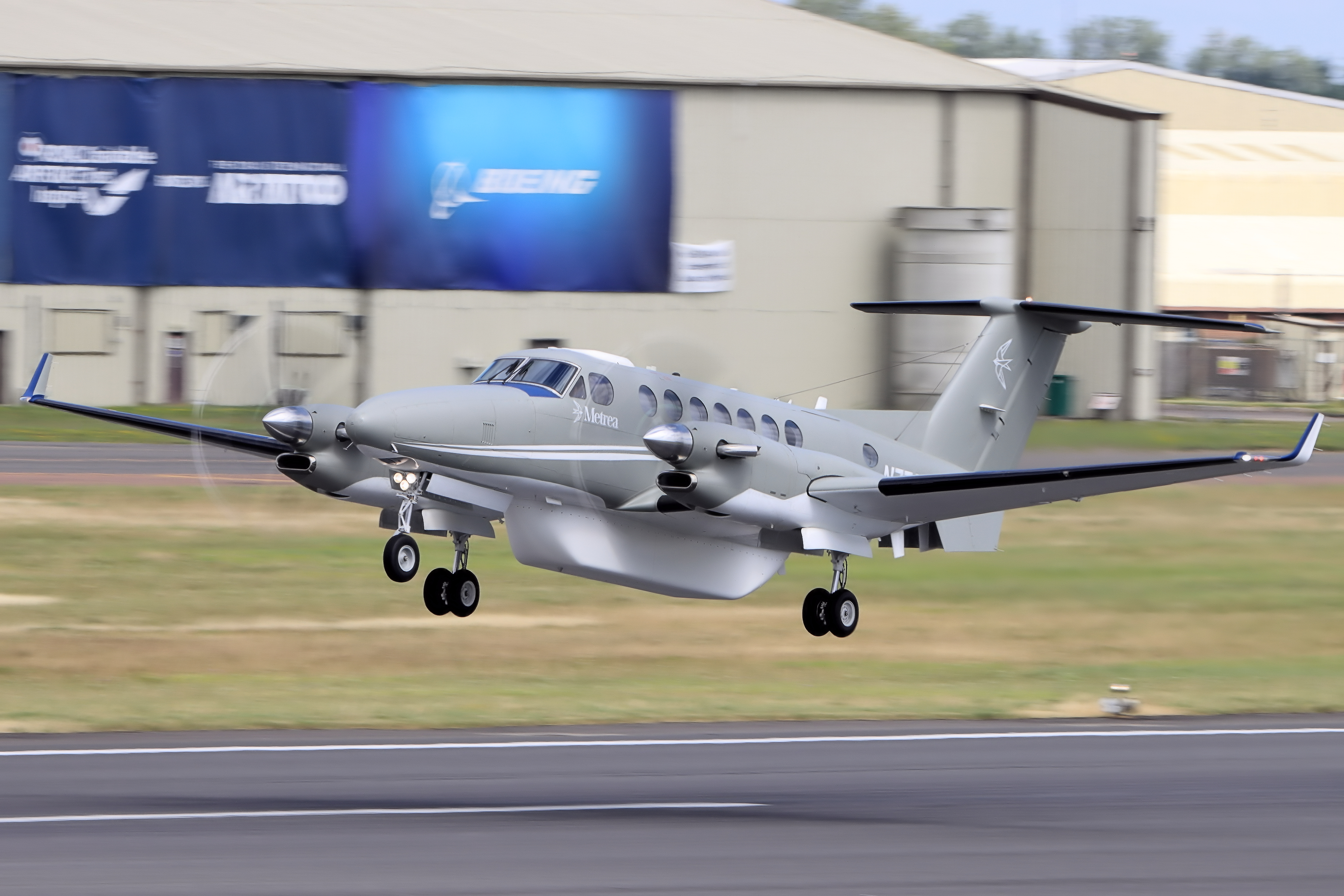
Un Beechcraft King Air 300 de Metra en version ISR en 2024.

The ServiCenter, Inc est fondé dans les années 1950 sur le Wiley Post Airport (en) à Oklahoma City pour la maintenance d'avions, elle est renommée Valair Aviation par AGC Aerospace & Defense (en), une branche de la société de capital-investissement Acorn Growth Companies (depuis le 22 juillet 2024 renomméAcorn Capital Management qui s'est depuis retiré) en décembre 2009 avant de changer de nom et d'élargir ses prestations.
Meta Special Aerospace, anciennement Valair Aviation[pas clair], est fondé en 1990 en aéronautique[réf. nécessaire] à Oklahoma City pour la conversion et l’utilisation d'avions légers tels majoritairement des Beechcraft King Air et d'avions d'affaires avec des charges utiles multispectrales aéroportées pour le C4ISR et renseignement, surveillance et reconnaissance. Elle convertit une centaine d'appareils en une trentaine d'années. Des King Air sont basés à Wiley Post Airport (en).
L’entreprise actuelle est créé[réf. nécessaire] le 26 août 2016 à l'origine sous le nom de Meta Aerospace et change de nom le 10 octobre 2022, Meta Special Aerospace devenue une des divisons prenant le nom de Metrea Special Aeropace. Elle effectue des missions de renseignement, surveillance et reconnaissance (ISR) aéroportée, le ravitaillement en vol, la guerre électronique, les communications, l'ISR spatiale et la simulation avancée. Elle emploie des King Air 200, 300 et 350 dont plusieurs modifiés pour ses missions ISR.
Elle rachète une entreprise spécialisée dans la cyberguerre, Markpoint Technologies LLC basé dans le Maryland, qui devient le 4 avril 2023 Metrea Algorithmics.
Le 26 septembre 2024, elle annonce l'acquisition de Peregrine Avionics LLC, fondé en 2009 et spécialisé dans l’aménagement personnalisé de l'avionique basé à Denver, Colorado, qui devient Metrea Aerospace Design. Cela lui permet d'auto-certifier la conceptions et modifications d'aéronefs au nom de la Federal Aviation Administration
Sa filiale Metrea Strategic Mobility, basé à Temecula (Californie), dispose au départ de 4 Boeing KC-135 Stratotanker précédemment achetés auprès du gouvernement de Singapour reçu entre octobre et novembre 2020. La Force aérienne de la république de Singapour à employé ses KC-135R ex-USAF, dont la plus ancienne cellule est construite en 1959, de 1996 a 2019.
Elle effectue le ravitaillement en vol pour des forces aériennes. Elle le fait pour la première fois au profit d'avions de l'US Navy le 17 avril 2023 au profit de l'United States Air Force en juin 2023 lors d'exercices.
À la suite d'un accord signé le 17 mai 2024, Metrea achète les quatorze appareils de type KC-/C-135 dont disposait précédemment l’armée de l’air et de l'espace française. Une première tranche de 11 KC-/C-135FR dont le premier est livré à la France le 5 février 1964 est transférée à Metrea le 26 juin 2024. Les trois suivants doivent l’être en 2025. Depuis février 2025, alors qu'ils basés à l'aéroport de Nîmes-Grande Provence Méditerranée, ils commencent à partir pour les États-Unis. L'entreprise française Sabena Technics en assure la maintenance aéronautique.
En février 2025, elle est classée comme une entreprise ayant entre 501 et 1 001 employés sur le réseau social LinkedIn, elle dispose de bureaux a Londres, dans l'Union européenne et à Singapour. Le porte-parole et responsable du « Air & Space Group » à cette date est Jon T. Thomas (en), ancien lieutenant général de l'USAF.
Le 6 février 2025, un avion léger Beechcraft B300 King Air 350 Intelligence, Surveillance and Reconnaissance de Metrea s'écrase dans la commune d'Ampatuan sur l'île de Mindanao aux Philippines. Les trois employés de Metrea et le militaire américain à bord sont morts.

## Structure en 2025
En février 2025, la compagnie est organisée comme telle : 
- Metra Management 
  - Washington DC Management : Siège social de Northwest (Washington, D.C.)
  - London Management : Siège social de Londres (Royaume-Uni)
  - Singapore Management : Singapour
- Air & Space Group
  - Metrea Special Aeropace : Tampa (Floride) et Oklahoma City
  - Metrea Aerospace Design : Englewood (Colorado)
  - Metrea Strategic Mobility : Temecula (Californie)
  - Metrea Executive Aviation : Aéroport international de Tampa
  - Metrea Aerial Effects : Sièges de Washington et de Londres, Zagreb
- Electromagnetic & Cyber Group
  - Metrea Advanced Signals : Victor (New York)
  - Metrea Spectrum Operations : Bozeman (Montana)
  - Metrea Algorithmics : Annapolis Junction, Maryland (en)
- Digital & Synthetic Group
  - Metrea Simulations : Varsovie (Pologne) et Stockholm (Suède)
  - Metrea Mission Data : Londres, Didcot et Lincoln (Royaume-Uni)

## Entreprise concurrente
- Omega Aerial Refueling Services